# Erianthecium
Erianthecium Parodi é um género botânico pertencente à família Poaceae, subfamília Pooideae, tribo Poeae.
O gênero apresenta uma única espécie. Ocorre na América do Sul.

## Espécie
- Erianthecium bulbosum Parodi